# 체자르 큐이

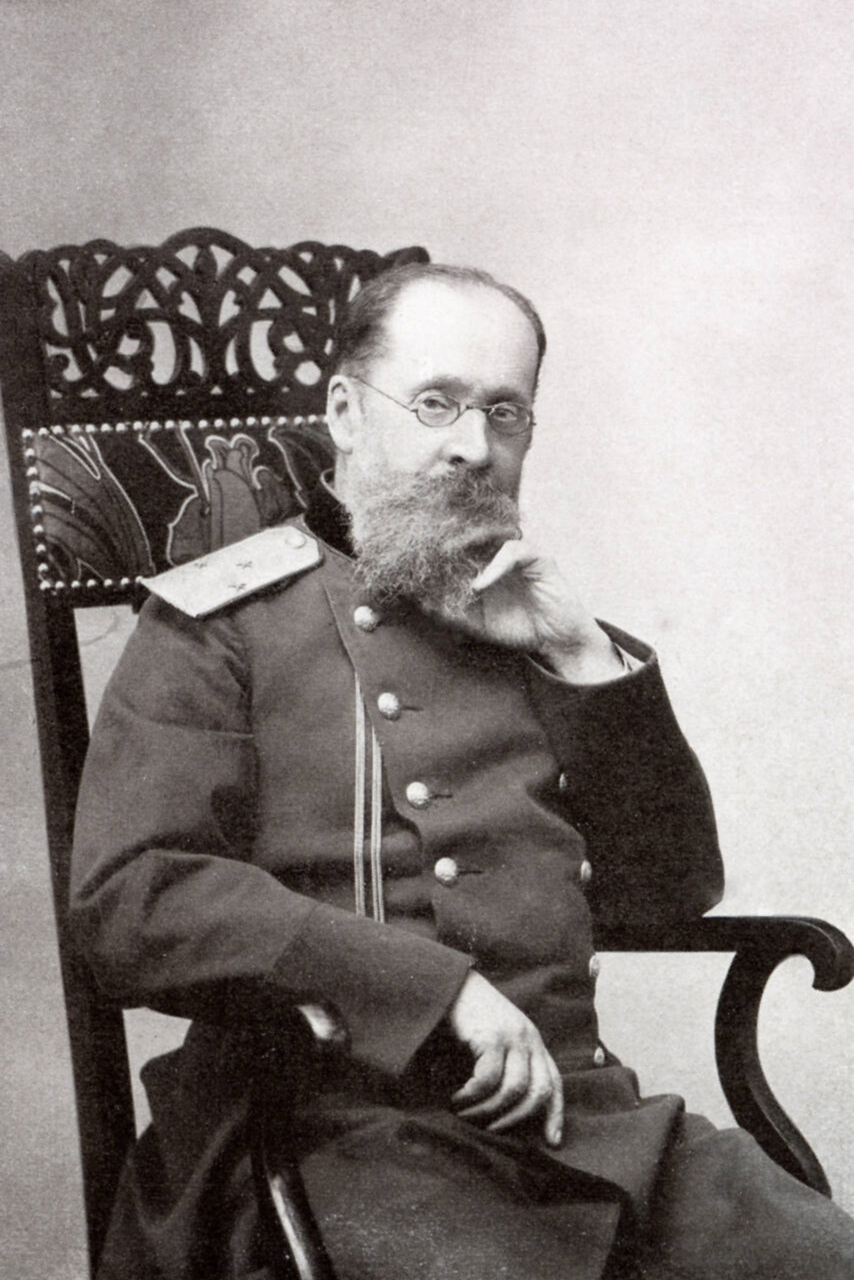
체자르 큐이

체자르 안토노비치 큐이(러시아어: Цезарь Антонович Кюи, 1835~1918)는 러시아의 국민악파 작곡가이며, 5인조의 일원이다. 국민악파 가운데서는 러시아적 색체가 덜 두드러지고 독창성이 약한 작곡가이나, 날카로운 평론으로 국민악파의 활동을 옹호한 점에서 중요한 역할을 하였다.

## 생애
1835년 비르노에서 출생하여 1918년 상트페테르부르크에서 별세하였다. 아버지는 프랑스 장교로서, 나폴레옹 전쟁 후 폴란드에 머무르면서 리트와 사람인 어머니와 결혼하였다. 큐이는 이 국제결혼에서 태어났다. 소년시절부터 쇼팽에게 흥미를 가져, 당시 비르노에 살던 폴란드의 작곡가 모뉴슈로부터 작곡을 배웠다. 1851년 상트페테르부르크 공병학교에 입학, 1857년 졸업 후는 동교 교수가 되었다.

## 작품 세계
1857년에 발라키레프와 교류하며 꽤 많은 가극·가곡·피아노곡 등을 작곡하였으나, 오늘날 가극으로 상연되는 것은 없고, 다만 몇몇 가곡과 소품만이 연주되고 있다. 그의 작품은 쇼팽과 슈만의 아기자기한 결합이라고 할 수 있는 매우 미묘한 아름다움을 가지나, 힘찬 감동이나 큰 규모성은 결여되어 있었다. 가극과 같은 큰 형식으로 성공을 거두지 못한 것도 그 점에 있다 하겠다. 가극으로는 <카프카즈의 포로>(1857-1858), <중국 관리의 아들>(1859), <윌리엄 라트크리프카>(1861-1868), 가곡에서는 마이코프, 하이네의 시에 의한 가곡집(1860년대와 1870년대), 알렉산드르 푸시킨, 니콜라이 네크라소프, 레프 톨스토이의 시에 의한 가곡집(1890년대와 1900년대), 거기에 피아노곡집(1880년대), 25의 피아노 전주곡(1890년대와 1900년대)이 있다.

## 같이 보기
- 러시아 5인조

## 참고 자료
- 이 문서에는 다음커뮤니케이션(현 카카오)에서 GFDL 또는 CC-SA 라이선스로 배포한 글로벌 세계대백과사전의 내용을 기초로 작성된 글이 포함되어 있습니다.